# Bathycuma declinatum
Bathycuma declinatum är en kräftdjursart som beskrevs av Gamo 1989. Bathycuma declinatum ingår i släktet Bathycuma och familjen Bodotriidae. Inga underarter finns listade i Catalogue of Life.